# Cerberus-Gletscher
Der Cerberus-Gletscher ist ein 1,5 km langer Gletscher im ostantarktischen Viktorialand. In der Olympus Range bedeckt er die südlichen und östlichen Hänge des ansonsten eisfreien Mount Cerberus.
Das Advisory Committee on Antarctic Names benannten ihn 1997 in Anlehnung an die Benennung seines ihn beheimatenden Berges. Dessen Namensgeber ist der dreiköpfige Hund Cerberus aus der griechischen Mythologie.